# Koji Yamase
Koji Yamase (Sapporo, Hokkaidō, Japó, 22 de setembre de 1981) és un futbolista japonès.

## Selecció japonesa
Koji Yamase va disputar 13 partits amb la selecció japonesa.